# Bejsbolista Buddy
Bejsbolista Buddy (ang. Air Bud: Seventh Inning Fetch) – kanadyjsko-amerykański film familijny z 2002 roku. Film należy do serii filmów familijnych opowiadających o psie sportowcu.

## Treść
Josh, właściciel psa Buddy'ego, rozpoczyna pierwszy rok studiów. Opiekę nad Buddym przejmuje jego młodsza siostra, Andrea oraz reszta rodziny. Andrea próbując wpasować w nowej szkole postanawia dołączyć do drużyny baseballowej, a przy okazji odkrywa u Buddy'ego talent do tej gry.

## Obsada
- Kevin Zegers – Josh Framm
- Caitlin Wachs – Andrea Framm
- Cynthia Stevenson – Jackie Framm
- Richard Karn – dr Patrick Sullivan
- Molly Hagan – Coach Crenshaw
- Shayn Solberg – Tom Stewart
- Chantal Strand – Tammy
- Patrick Cranshaw – szeryf Bob
- Ellen Kennedy – Wilma, mama Tammy'ego